# Diabetes insipidus
Diabetes insipidus (græsk διαβαίνειν diabainein – passere igennem og latin insipidus – uden smag) er en sygdom karakteriseret ved en stor udskillelse af urin, typisk over 3,5 liter pr. døgn, i visse tilfælde op til 10-20 liter pr. døgn. Urinen er hypoton, da de store mængder væske der passerer gennem kroppen medfører en fortynding af urinen.

## Typer
Der er forskellige typer af diabetes insipidus med hver sin årsag og behandling.
- Central diabetes insipidus, der skyldes mangel på antidiuretisk hormon (ADH, vasopressin).
- Nefrogen diabetes insipidus (vasopressin resistens), der skyldes at nyrerne ikke reagerer på ADH. Det kan være en bivirkning ved medicin, forårsaget af en sygdom med elektrolytforstyrrelser eller det kan være arveligt.
- Gestagen diabetes insipidus, en forbigående tilstand der kan opstå under graviditet.
- Primær polydipsi er betinget af en øget indtagelse af væske og opdeles i
  - dipsogen polydipsi, der er øget tørst og væskeindtagelse, og
  - psykogen polydipsi , f.eks. ved skizofreni.

## Symptomer
Symptomerne på diabetes insipidus er tørst, øget indtagelse af væske (polydipsi) og øget vandladning (polyuri). Urinproduktionen stiger til over 3,5 liter i døgnet; i visse tilfælde er urinproduktionen steget til 20 liter i døgnet, selv om produktionen som regel ligger under 10 liter. Urinen har lav osmolalitet(<300 mOsm/kg). Vandladningen finder gerne sted om natten (nykturi), med mindre der er tale om psykogen polydipsi.
Blodets indhold af natrium vil typisk ligge inden for normale værdier, men dog højt inden for referencerammen. Undtagelsen er patienter med primær polydipsi, der vil have værdier af natrium i den nedre ende af normalområdet.

## Undersøgelser
For at stille diagnosen skal andre lignende diagnoser først udelukkes; det drejer sig primært om sukkersyge (diabetes mellitus), selv om nyrelidelser og forhøjet calcium i blodet (hypercalciæmi) også skal overvejes. Herefter stilles diagnosen primært på baggrund af de observerede symptomer, gerne understøttet af tørsteprøven.
Det kan undertiden være ønskeligt med supplerende undersøgelser for at undersøge sygdommens årsag. Til undersøgelse for f.eks. tumorer i hjernen anvendes gerne MR-scanning.

## Medicinsk behandling
Hvis lidelsen skyldes en mangel på vasopressin kan dette gives enten som smeltetabletter eller næsespray. Det er ikke unormalt at behandlingen afbrydes med jævne mellemrum, dels for at undgå overdoseringer, dels for at undersøge, om sygdommen er svundet af sig selv.

## Forekomst
Diabetes insipidus er forholdsvis sjælden i Danmark, idet der ses mindre end 25 nye tilfælde pr. år. De fleste af disse skyldes påvirkning af hjernen, f.eks. tumorer eller hjernekirurgi. Omtrent hvert tredje tilfælde opstår uden påviselig årsag (ideopatisk).

## Prognose
Prognosen afhænger af årsagen til diabetes insipidus. Hvis det er opstået efter hjernekirurgi er tilstanden ofte af kortere varighed, hvorefter den forsvinder spontant.

## Komplikationer
Hvis ikke patienter med diabetes insipidus får tilstrækkeligt med væske – typisk fordi de ikke selv kan drikke nok – kan koncentrationen af salte i kroppen stige til uhensigtsmæssige niveauer. Dette vil typisk gøre patienten irritabel til at starte med, men kan udvikle sig til livstruende tilstande som koma, stigende kropstemperatur (hypertermi) og blodtryksfald (hypotension).
Hvis patienten modtager korrekt behandling er det ikke usandsynligt at ingen symptomer opleves.